# I. A. Richards

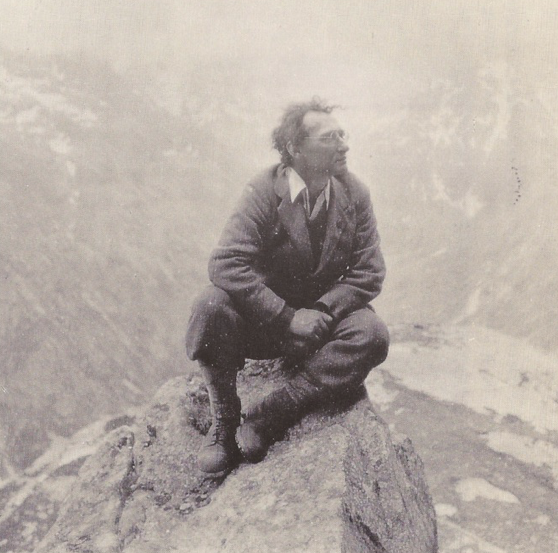
I. A. Richards, 1930

Ivor Armstrong Richards (* 26. Februar 1893 in Sandbach, Cheshire; † 7. September 1979 in Cambridge) war ein einflussreicher englischer Literaturkritiker und Rhetoriker.

## Leben und Werk
Seine Bücher, besonders The Meaning of Meaning, Principles of Literary Criticism, Practical Criticism und The Philosophy of Rhetoric, waren grundlegende Dokumente des New Criticism und die meisten der bedeutenden Vertreter des New Criticism waren Richards Studenten. Da der New Criticism zumindest in englischsprachigen Ländern oft als der Beginn der modernen Literaturkritik angesehen wird, kann man Richards als einen der Begründer des Studiums der zeitgenössischen englischen Literatur betrachten.
In Zusammenarbeit mit Charles Kay Ogden entwickelte er 1923 eine Theorie über die Bedeutung der Bedeutung, welche das sogenannte semiotische Dreieck beschreibt und unter dem Titel The Meaning of Meaning in zahlreichen Auflagen erschienen ist (1946 in 8. Auflage).
Praktische Kritik war, wie das Studienfach „Englische Literatur“ selbst, eine relativ junge Disziplin. Sie wurde in den 1920er Jahren in einer Reihe von Experimenten durch Richards in Cambridge entwickelt. Er gab seinen Studenten Gedichte ohne jegliche Information, bspw. über Verfasser oder Entstehungszeit. In seiner Abhandlung „Practical Criticism“ (1929) beschrieb und analysierte er die Ergebnisse seines Experiments. Das Ziel seiner Arbeit war, die Studenten zu ermutigen, sich auf „die Wörter auf der Seite“ zu konzentrieren, statt sich auf vorgefasste Meinungen oder übernommene Vorstellungen zu einem Text zu verlassen. Richards war davon überzeugt, dass diese Art der Analyse (Close Reading genannt) letztlich zu einem psychischen Nutzen für die Studenten führe, da sie auf alle Strömungen der Emotionen und Bedeutungen in den Gedichten angesprochen würden und eine „organisierte Antwort“, wie Richards es nannte, erhielten, was einer Klärung ihrer Gefühle entspreche. Einer seiner Studenten, William Empson, veröffentlichte 1930 eine Arbeit mit dem Titel „Seven Types of Ambiguity“. Sie hatte eine tiefe Auswirkung auf jene Kritische Bewegung, die als „New Criticism“ bekannt wurde. Die New Critics wendeten sich gegen die Annahme, dass jedes Gedicht eine „Prosabedeutung“ oder gar eine Moral enthalte, die aus der Lyrik geborgen werden müsse. Sie bestanden stattdessen auf dem Bedeutungspotenzial einer symbolischen lyrischen Sprache als Mittel der Erkenntnis und versuchten herauszufinden, „was das Gedicht als Gedicht aussagt“.
Heute ist die „praktische Kritik“ Bestandteil von vielen Prüfungen in unterschiedlichen Schulstufen, und sie wird dazu benutzt, die Empfänglichkeit von Studenten für Lyrik zu prüfen, indem gefragt wird, was Studenten lesen, wie sehr sie mit den formalen Merkmalen von Gedichten vertraut sind und der Verwendung dieser Merkmale, um bestimmte Wirkungen zu erzielen.
Gemeinsam mit C. K. Ogden entwickelte Richards Basic English, eine vereinfachte Form des Englischen, die aus 850 der am häufigsten benutzten Wörter der englischen Sprache besteht. Um seine Theorien zu erläutern, verfasste Richards drei Traktate:
- Basic English and Its Uses (1943), Nations and Peace (1943), und So Much Nearer (1968).

Seine Übersetzungen in "Basic" waren:
- The Republic of Plato (1942),
- Tomorrow Morning, Faustus! (1962),
- Why So, Socrates? (1963).

Für seine beiden Gedichtbände Good Bye, Earth (1958) und The Screens (1960), erhielt er 1962 den Loines Poetry Award.
Die University of Cambridge verlieh ihm 1977 die Ehrendoktorwürde. 1959 wurde er zum Mitglied der British Academy gewählt. Seit 1963 war er Ehrenmitglied der American Academy of Arts and Letters.

## Werke
- The Meaning of Meaning: A Study of the Influence of Language upon Thought and of the Science of Symbolism. Co-authored with C. K. Ogden. With an introduction by J. P. Postgate, and supplementary essays by Bronisław Malinowski, 'The Problem of Meaning in Primitive Languages', and F. G. Crookshank, 'The Importance of a Theory of Signs and a Critique of Language in the Study of Medicine'. London and New York, 1923.
- The Foundations of Aesthetics (George Allen and Unwin: London, 1922). Co-authored with C. K. Ogden and James Wood. 2nd edition with revised preface, (Lear Publishers: New York 1925).
- The Principles of Literary Criticism (Kegan Paul, Trench, Trubner: London, 1924; New York, 1925). Subsequent editions: London 1926 (with two new appendices), New York 1926 (Same as London 1926, but with new preface, dated New York, April 1926), 1928 (with rev preface).
- Science and Poetry (Kegan Paul, Trench, Trubner: London, 1926). A reset edition was published in the same year in New York, by W. W. Norton, 1926. Second edition, revised and enlarged: Kegan Paul, Trench, Trubner: London, 1935. There is no known US publication of the 2nd Edition, however the text of the 1935 edition was reset, with a 'Preface', 'Commentary', and an additional essay, 'How Does a Poem Know When it is Finished' (1963), as Poetries and Sciences (W. W. Norton: New York and London, 1970).
- Practical Criticism (Kegan Paul, Trench, Trubner: London, 1929). Subsequent editions: 1930 (rev).
- Mencius on the Mind: Experiments in Multiple Definition (Kegan Paul, Trench, Trubner & Co.: London; Harcourt, Brace: New York, 1932).
- Basic Rules of Reason (Paul Trench Trubner: London, 1933).
- Coleridge on Imagination (Kegan Paul, Trench, Trubner: London, 1934; New York, 1935). Later editions: NY and London 1950 (Revised with new preface), Bloomington 1960 (Reprints 1950, with new foreword by Richards and introduction by K. Raine)
- The Philosophy of Rhetoric (Oxford University Press: New York and London, 1936).
- Interpretation in Teaching (Routledge & Kegan Paul: London; Harcourt, Brace: New York, 1938). Subsequent editions: 1973 (with 'Retrospect').
- Basic in Teaching: East and West (Kegan Paul, Trench, Trubner: London, 1935).
- How To Read a Page: A Course in Effective Reading, With an Introduction to a Hundred Great Words (W. W. Norton: New York, 1942; Routledge & Kegan Paul: London, 1943). Subsequent editions: 1959 (Beacon Press: Boston. With new 'Introduction').
- The Wrath of Achilles: The Iliad of Homer, Shortened and in a New Translation (W. W. Norton: New York, 1950; Routledge & Kegan Paul: London, 1951).
- Speculative Instruments: (Routledge & Kegan Paul: London, 1955).
- So Much Nearer: Essays toward a World English (Harcourt, Brace & World: New York, 1960, 1968). Includes the important essay, "The Future of Poetry."
- Internal Colloquies: Poems and Plays of I.A. Richards (1960–70) (1972);
- Poetries: Their Media and Ends: a Collection of Essays by I.A. Richards (1974), published to celebrate his 80th birthday;
- Richards on Rhetoric: I.A. Richards, Selected Essays (1929–1974) (1991);
- New & Selected Poems by I.A. Richards (1978);
- Complementarities: Uncollected Essays, ed. by John Paul Russo (Harvard University Press: Cambridge, Massachusetts, 1976).
- Times of India Guide to Basic English (Bombay: The Times of India Press), 1938; Odgen, C.K. & Richards, I.A.

## Weiterführende Literatur
- W. H. N. Hotopf: Language, Thought, and Comprehension: A Case Study of the Writings of I. A. Richards (1965);
- Stanley Edgar Hyman: The Armed Vision: A Study in the Methods of Modern Literary Criticism (1948).
- D. W. Harding and F. R. Leavis in Eric Bentley, ed.: The Importance of Scrutiny (1948).